# Miguel Baeza
Miguel Baeza Pérez (* 27. März 2000 in Córdoba) ist ein spanischer Fußballspieler. Der Mittelfeldspieler steht bei Celta Vigo unter Vertrag.

## Karriere

### Im Verein
Baeza begann das Fußballspielen im Alter von 6 Jahren beim Séneca CF. 2012 wechselte er schließlich in die Jugendakademie von Real Madrid, wo er alle weiteren Jugendmannschaften durchlief. Für die U-19 Mannschaft von Real Madrid kam er unter anderem in der UEFA Youth League zum Einsatz. Am 6. Januar 2019 gab er schließlich sein Debüt im Herrenbereich für Real Madrid Castilla in der drittklassigen Segunda División B bei der 3:0-Niederlage gegen Pontevedra CF. In der Saison 2019/20 gehörte er daraufhin zu den Stammspielern bei Real Madrid Castilla und kam in 26 Spielen zumeist im Offensiven Mittelfeld zum Einsatz. Dabei konnte er insgesamt 9 Tore erzielen, unter anderem sein erstes Tor im Herrenbereich am 31. August 2019 beim 3:1-Sieg gegen Marino Luanco sowie gleich drei beim 3:1-Sieg gegen Penya Deportiva Santa Eulalia am 26. Januar 2020.
Im August 2020 wechselte er daraufhin zu Celta Vigo in die Primera División. Dort gab er direkt am 1. Spieltag beim 0:0-Unentschieden gegen den SD Eibar sein Debüt, als er in der 76. Minute für Brais Méndez eingewechselt wurde. Am 4. Oktober 2020 stand er bei der 2:0-Niederlage gegen den CA Osasuna erstmals in der Startformation der Galizier. Am 29. November desselben Jahres konnte er beim 3:1-Sieg gegen den FC Granada außerdem sein erstes Tor in der Liga erzielen. Insgesamt kam Baeza in der Saison regelmäßig zum Einsatz.
In der Saison 2021/22 spielte Baeza keine wichtige Rolle mehr und absolvierte nur noch drei Pflichtspiele in der Hinrunde, davon zwei in der Copa del Rey gegen unterklassige Vereine. In der Winterpause wurde er daraufhin an den Zweitligisten SD Ponferradina verliehen. Dort gab er direkt am 9. Januar 2022 sein Debüt beim 0:0-Unentschieden gegen Real Saragossa. Auch in der Folge kam er regelmäßig zu Einsatzzeiten, gerade zum Ende der Saison hin war er jedoch kein wichtiger Bestandteil der Mannschaft mehr. Nach Auslaufen der Leihe kehrte Baeza nach Vigo zurück, wurde allerdings umgehend erneut verliehen, diesmal zum Rio Ave FC in der portugiesischen Primeira Liga. Dort konnte er sich noch besser etablieren als in der vorherigen Saison bei Ponferradina und stand in der ersten Saisonhälfte regelmäßig in der Startformation seiner Mannschaft.

### In der Nationalmannschaft
Am 16. Januar 2019 wurde er das einzige Mal für die spanische U-19 Nationalmannschaft nominiert und gab bei  der 3:0-Niederlage gegen Italien sein Debüt.